# Questi giorni
Questi giorni è un film del 2016 diretto da Giuseppe Piccioni.
È stato selezionato in concorso alla 73ª Mostra internazionale d'arte cinematografica di Venezia.

## Trama
Gaeta. Quattro ragazze, Caterina, Liliana, Anna e Angela, condividono le loro gioie, le pene d'amore, i dispiaceri di una vita ordinaria e provinciale; le uniscono più le abitudini consolidate che i loro sentimenti e le situazioni segrete. Liliana, studentessa modello all'università, molto apprezzata dal professore Mariani con cui sta preparando la tesi, è ammalata di cancro. Ma lo nasconde a tutti, anche alla madre, una donna apparentemente frivola e disimpegnata che lavora come titolare di un negozio di parrucchiera di cui la figlia non ha mai voluto servirsi. Anna è una sensibile violinista, deve partecipare a un ensemble prestigioso, ha un fidanzato ed ha appena scoperto di essere incinta. Caterina, apparentemente la più determinata e decisa, soffre le pene di un amore omosessuale mai dichiarato nei confronti di Liliana. Angela è afflitta da una passione cui non sa resistere per il bellimbusto Valerio che la tradisce continuamente; Angela legge il destino tramite i lumini accesi, tra cui quello di Liliana, ma soffre della sindrome di Cassandra.
Le certezze delle giovani cominciano a dissolversi quando decidono di accompagnare tutte assieme Caterina la quale ha l'occasione di lavorare in un hotel internazionale tramite l'amica Mina, che già risiede a Belgrado in Serbia.
Il viaggio è in automobile e anche Liliana decide di partire, nonostante il peggioramento della sua salute, ancora una volta nascondendo il proprio male alle amiche. Dopo la traversata in traghetto, nell'attraversare il Montenegro fanno sosta in un campeggio dove Anna e Angela hanno una fugace avventura con alcuni ragazzi serbi. Di Liliana si innamora un ragazzo di Belgrado, Milos, che abbandona i suoi amici e, tra non poche perplessità delle quattro amiche, si unisce al loro gruppo suscitando la reazione gelosa di Caterina, che alla prima stazione di servizio lo fa scendere e lì lo abbandona, ma che non ha il coraggio di dichiarare in presenza delle amiche il suo amore per Liliana.
Le amiche raggiungono a Belgrado l'amica di Caterina, Mina, che provvede a un alloggio di fortuna a casa sua e si mostra in confidenza con Caterina. Improvvisamente Liliana sviene; portata in ospedale, viene scoperta la sua condizione terminale e le amiche piangenti danno una svolta alla propria vita. 
Anna ritorna autonomamente in Italia, mentre Caterina viene indotta dalle parole di Liliana a restare a Belgrado. La vita di Angela apparentemente resta la solita insulsa vita di provincia, ma ormai le credono, viene presa sul serio. I lumini che vengono spenti a uno a uno dalle amiche rimaste.  
.

## Promozione
Il primo trailer è uscito il 29 luglio 2016, sul canale You Tube di BIM Distribuzione.

## Distribuzione
Il film è stato distribuito il 15 settembre 2016 da BIM Distribuzione.

## Riconoscimenti
- 2016 - Mostra internazionale d'arte cinematografica di Venezia
  - Candidatura al Leone d'oro a Giuseppe Piccioni
- 2017 - Nastro d'argento
  - Candidatura per la Migliore attrice non protagonista a Margherita Buy